# Dimitri Rassam
Pour les articles homonymes, voir Rassam.
 (mai 2017).
Si vous disposez d'ouvrages ou d'articles de référence ou si vous connaissez des sites web de qualité traitant du thème abordé ici, merci de compléter l'article en donnant les références utiles à sa vérifiabilité et en les liant à la section « Notes et références ».
Dimitri Rassam est un producteur français, né le 16 novembre 1981 à Paris.
Nommé quatre fois aux César, il remporte celui du meilleur film d'animation en 2016 pour Le Petit Prince.

## Biographie

### Enfance
Dimitri Rassam naît le 16 novembre 1981 à Paris. Il est le fils du producteur Jean-Pierre Rassam et de l'actrice Carole Bouquet.

### Carrière
En 2005, Dimitri Rassam fonde la société de production Chapter 2. Il produit plus de 20 films, dont Les Enfants de Timpelbach (2008), Le Petit Prince (2015) de Mark Osborne, récompensé en 2016 par le César du meilleur film d'animation, et plusieurs films français comme Le Prénom, Le Brio, Papa ou Maman et Papa ou Maman 2.
En association avec Aton Soumache, il crée en 2014 le groupe ON Entertainment en 2014, qui devient l'une des principales sociétés de production de films d’animation en Europe. La société intègre le groupe Mediawan en 2018.
En 2020, Dimitri Rassam initie avec Pathé la production des films Les Trois Mousquetaires : D'Artagnan et Les Trois Mousquetaires : Milady (2023) réalisés par Martin Bourboulon. C'est l'une des plus grosses productions européennes avec un budget de 72 M€ pour un tournage de 150 jours.
Il termine[pas clair] également le premier long métrage de Benjamin Millepied, Carmen, qui est sélectionné au Festival international du film de Toronto 2022, ainsi que le film d'Emanuele Crialese L'immensità (2022) avec Penélope Cruz présenté en avant-première mondiale lors de la Mostra de Venise 2022.
Il produit le premier film en anglais de Kirill Serebrennikov, Limonov: The Ballad of Eddie, adapté du roman d'Emmanuel Carrère.
À nouveau aux manettes d'un projet d'envergure aux côtés de Pathé, il produit Le Comte de Monte-Cristo, une nouvelle adaptation d'Alexandre Dumas écrite et réalisée par Matthieu Delaporte et Alexandre de la Patellière, sélectionnée en hors-compétition au Festival de Cannes en 2024. Le film sort en salles le 28 juin 2024.

## Vie privée
D'un premier mariage, le 24 juillet 2010, avec la mannequin russe Masha Novoselova, Dimitri Rassam a une fille, Dasha, née en 2011. Ils divorcent le 25 avril 2018.
En 2017, il entame une relation avec Charlotte Casiraghi avec qui il a un fils, Balthazar, né le 23 octobre 2018. Ils se marient civilement à Monaco le 1er juin 2019 puis religieusement à l'abbaye Sainte-Marie de Pierredon le 29 juin 2019. Ils se séparent fin 2023.

## Filmographie
Sauf indication contraire, les informations mentionnées dans cette section peuvent être confirmées par les bases de données cinématographiques IMDb et Allociné,  présentes dans la section « Liens externes ».

### Cinéma

#### Longs métrages
- 2008 : Les Enfants de Timpelbach de Nicolas Bary
- 2010 : Libre échange de Serge Gisquière
- 2012 : Le Prénom de Matthieu Delaporte et Alexandre de La Patellière
- 2012 : Upside Down de Juan Solanas
- 2012 : Mauvaise Fille de Patrick Mille
- 2013 : Au bonheur des ogres de Nicolas Bary
- 2013 : Gibraltar de Julien Leclercq
- 2014 : Un illustre inconnu de Matthieu Delaporte
- 2014 : Paradise Lost d’Andrea Di Stefano
- 2015 : Mune : Le Gardien de la Lune de Benoît Philippon et Alexandre Heboyan
- 2015 : Papa ou Maman de Martin Bourboulon
- 2015 : Le Petit Prince (The Little Prince) de Mark Osborne
- 2016 : Going to Brazil de Patrick Mille
- 2016 : Papa ou Maman 2 de Martin Bourboulon
- 2017 : Le Brio d'Yvan Attal
- 2019 : Play d'Anthony Marciano
- 2019 : Just a Gigolo d'Olivier Baroux
- 2019 : Playmobil, le film de Lino DiSalvo
- 2019 : Notre-Dame du Nil d'Atiq Rahimi
- 2019 : Le meilleur reste à venir de Matthieu Delaporte et Alexandre de La Patellière
- 2021 : Envole-moi de Christophe Barratier
- 2023 : Carmen de Benjamin Millepied
- 2023 : L'immensità d'Emanuele Crialese
- 2023 : Les Trois Mousquetaires : D'Artagnan de Martin Bourboulon[3]
- 2023 : Les Trois Mousquetaires : Milady de Martin Bourboulon[3]
- 2024 : Limonov: The Ballad of Eddie de Kirill Serebrennikov
- 2024 : Le Comte de Monte-Cristo de Matthieu Delaporte et Alexandre de La Patellière
- 2025 : 13 jours, 13 nuits de Martin Bourboulon

#### Court métrage
- 2006 : Judas de Nicolas Bary[9]

### Séries télévisées
- 2012 : Le Petit Prince (série d'animation) - épisode La Planète des Okidiens
- 2011-2012 : Iron Man: Armored Adventures - 15 épisodes

## Distinctions
Sauf indication contraire, les informations mentionnées dans cette section peuvent être confirmées par la base de données cinématographiques IMDb,  présente dans la section « Liens externes ».

### Récompenses
- César 2016 : César du meilleur film d'animation pour Le Petit Prince
- British Academy Children's Awards 2017 : meilleur long métrage pour Le Petit Prince

### Nominations
- César 2013 : César du meilleur film pour Le Prénom
- Online Film & Television Association Awards 2017 : meilleur film d'animation pour Le Petit Prince
- César 2018 : César du meilleur film pour Le Brio
- César 2025 : César du meilleur film pour Le Comte de Monte-Cristo
- Goyas 2025 : Goya du meilleur film européen pour Le Comte de Monte-Cristo